# شهرستان یوتیان (هبئی)
شهرستان یوتیان (به انگلیسی: Yutian County) یک شهرستان در چین است که در تانگشان واقع شده‌است. شهرستان یوتیان ۱٬۱۶۵ کیلومتر مربع مساحت و ۶۵۰٬۰۰۰ نفر جمعیت دارد و ۱۶ متر بالاتر از سطح دریا واقع شده‌است.